# Fazzan

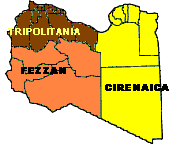
Inny podział Libii

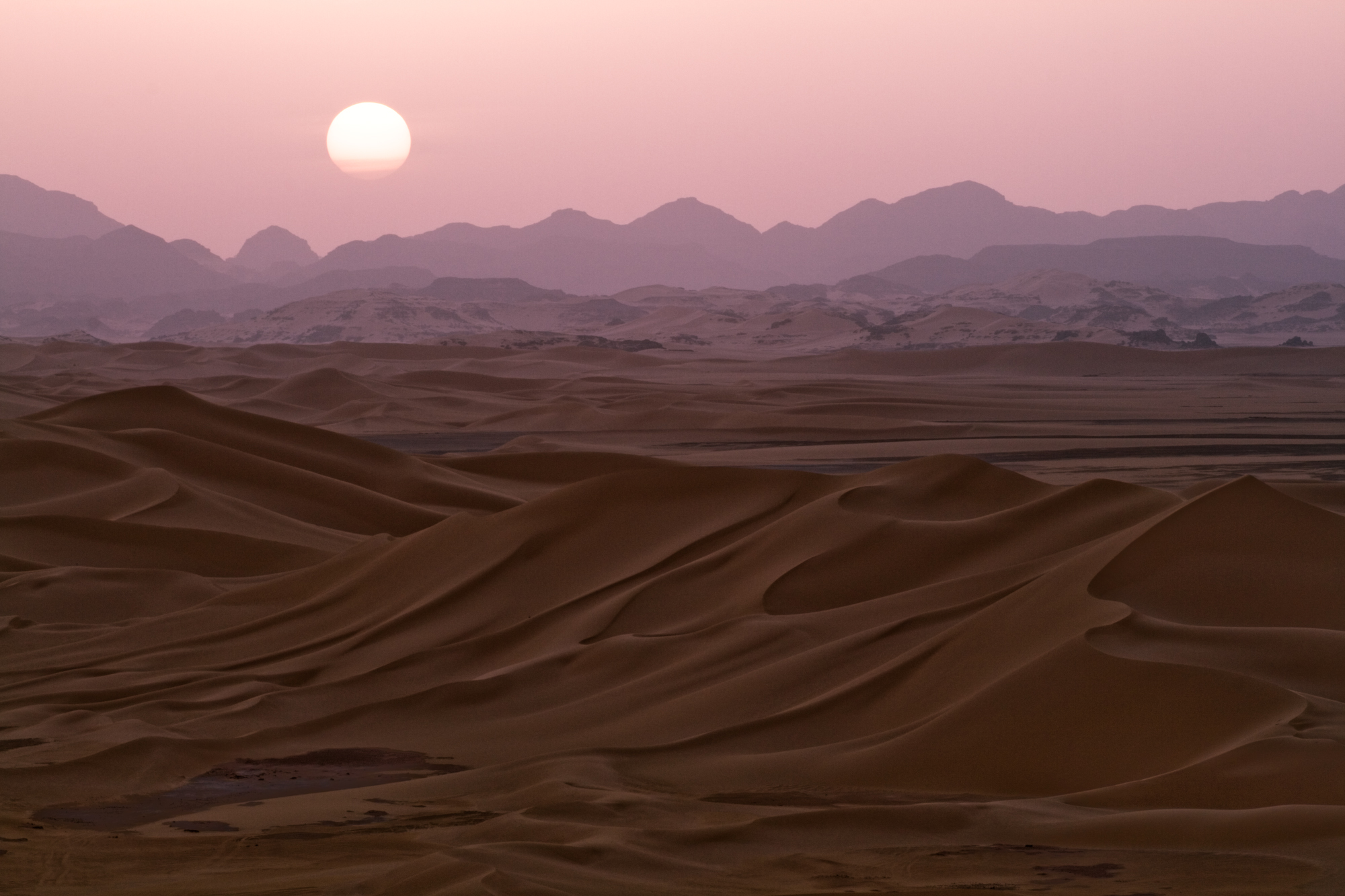
Diuny Wan Caza w Fezzanie

Fazzan (ber. ⴼⵣⵣⴰⵏ, arab. فزان, Fazzān, łac. Phasania, dawniej Fezzan) – pustynna kraina historyczna w południowo-zachodniej Libii. Największym miastem Fazzanu jest Sabha.

## Historia
Od V wieku p.n.e. do V wieku n.e. centrum państwa ze stolicą w Germa, które utworzyli tu berberyjscy Garamantowie.
W XIII i XIX w. część Fazzanu należała do państwa Kanem.
W XVII w. nasiliły się wpływy Imperium osmańskiego.
W 1911 rozpoczęła się okupacja włoska.
W latach 1943–1951 pod administracją francuską.
Od 1951 należy do Libii.